# Општина Цивљане
Општина Цивљане се налази у Цетинској Крајини, у Далмацији, у саставу Шибенско-книнске жупаније, Република Хрватска. Сједиште општине је насеље Цивљане. Према прелиминарним подацима са последњег пописа 2021. године у општини је живело 171 становник.

## Географија
Општина се налази у сјеверном дијелу Далмације. На сјеверу се граничи са општином Кијево, на западу такође са општином Кијево и са градом Дрнишом. На истоку се налази Босна и Херцеговина, а на југу је Сплитско-далматинска жупанија.

## Историја
Општина се до територијалне реорганизације у Хрватској налазила у саставу некадашње велике општине Книн.

## Насељена мјеста
Општина Цивљане састоји се од два насељена мјеста. То су: Цетина и Цивљане.

## Становништво
Према попису из 1991. општина Цивљане је имала укупно 1.672 становника, од тога Срби - 1.583 (94,67%). Према попису становништва из 2001. године, општина Цивљане је имала 137 становника, а према попису из 2011. године је имала 239 становника.

### Попис 2011.
На попису становништва 2011. године, општина Цивљане је имала 239 становника, следећег националног састава:
| Попис 2011.‍ | Попис 2011.‍ | Попис 2011.‍ | Попис 2011.‍ | Попис 2011.‍ |
| ----------- | ----------- | ----------- | ----------- | ----------- |
|             |             |             |             |             |
| Срби        | Срби        |             | 188         | 78,66%      |
| Хрвати      | Хрвати      |             | 47          | 19,67%      |
| остали      | остали      |             | 4           | 0,01%       |
| укупно: 239 |             |             |             |             |

### Попис 2021.
На попису становништва 2021. године, општина Цивљане је имала 171 становника, следећег националног састава:
| Попис 2021.‍ | Попис 2021.‍ | Попис 2021.‍ | Попис 2021.‍ | Попис 2021.‍ |
| ----------- | ----------- | ----------- | ----------- | ----------- |
|             |             |             |             |             |
| Срби        | Срби        |             | 126         | 73,68%      |
| Хрвати      | Хрвати      |             | 42          | 24,56%      |
| остали      | остали      |             | 3           | 1,75%       |
| укупно: 171 |             |             |             |             |